# مشاركة كوريا الجنوبية في حرب فيتنام
أدت حكومة كوريا الجنوبية، خلال إدارة بارك تشونغ هي، دورًا محوريًا في حرب فيتنام. من سبتمبر 1964 حتى مارس 1973، أرسلت كوريا الجنوبية حوالي 350،000 جنديًا إلى فيتنام الجنوبية. خاض كل من الجيش الكوري الجنوبي، ومشاة البحرية، وسلاح البحرية، والقوات الجوية الكورية الحرب بالتحالف مع الولايات المتحدة. بالنظر إلى القوات الأجنبية الموجودة في جنوب فيتنام، فاق عدد القوات من كوريا الجنوبية بكثير قوات أستراليا ونيوزيلندا، وجاء في المرتبة الثانية بعد القوة العسكرية الأمريكية. كان القائد العسكري هو الفريق تشاي ميونغ-شين من الجيش الكوري الجنوبي.
لم تقتصر مشاركة القوات الكورية في الحرب على الأدوار القتالية بل تعدتها إلى الأعمال غير القتالية. ما تزال المشاركة الكورية في الحرب تثير نقاشًا سياسيًا، إذ ثمة مزاعم تتعلق بقتل القوات الكورية مدنيين، وفقًا لما تذكره مؤسسة كوريا وفيتنام للسلام. لم يؤثر سلوك القوات الكورية خلال الحرب على العلاقات الثنائية بين حكومتي البلدين، ولكنه ما يزال قضية سياسية مثيرة للجدل تحركها جماعات الحقوق المدنية في كلا البلدين. ثمة قضية أخرى مفتوحة تتعلق بأبناء رجال القوات الكورية المولودين في وقت الحرب، والمعروفين باسم لاي داي هان، الذين تنبذهم الحكومة الفيتنامية وتتجاهلهم الحكومة الكورية.

## الأسباب
تبنى الرئيس الأمريكي ليندون جونسون المشاركة الأجنبية في الحرب بوصفها عنصرًا فعالًا ضمن الاستراتيجية الأمريكية لفيتنام. بعد خروجها حديثًا من حرب أهلية دموية خاضتها ضد الشيوعيين في الحرب الكورية بمساعدة أمريكية، قدمت كوريا الجنوبية عروضًا لإرسال قوات لدعم فيتنام الجنوبية مبكرًا منذ العام 1954، ولكن قوبلت تلك العروض بالرفض. في نهاية المطاف، قدمت قيادة القوات العسكرية الأمريكية في فيتنام طلبًا لشركاء التحالف في إطار حلمة ميني فلاغز، وهكذا انخرطت كوريا الجنوبية في الحرب. جاء قرار كوريا الجنوبية بالانضمام انطلاقًا من عدة أسباب أساسية، بما في ذلك تطوير العلاقات بين الولايات المتحدة وكوريا الجنوبية، والضرورات السياسية، ووعود المساعدة الاقتصادية من الولايات المتحدة. مثلت كوريا الجنوبية ثاني أكبر قوة بعد الولايات المتحدة في التحالف ذي الأطراف العشر.
وُجهت انتقادات متعددة ضد انخراط كوريا في الصراع. تلقت كوريا دفعات اقتصادية مقابل دخول الحرب، ما أدى إلى صدور تصريحات في جلسات استماع اللجنة الفرعية التي قادها سيمنغتون في مجلس النواب في فبراير 1970 تصف القوات الكورية بالمرتزقة.:89 ارتبط التعويض النقدي ارتباطًا مباشرًا بالمشاركة في الأعمال القتالية، وخلال فترة الفتنمة طالب بارك تشونغ-هي بالمزيد من التعويضات لكوريا الجنوبية لترفع وتيرة دورها القتالي المباشر، وهو ما لم ترغب الولايات المتحدة بالموافقة عليه.
خلال الحرب الكورية، قاتلت القوات الأمريكية والكورية الجنوبية جنبًا إلى جنب ضد القوات الصينية والكورية الشمالية، وهكذا فقد اعتبر العديد من الجنود الكوريين الجنوبيين أنهم يوفون التضحيات التي قدمها حليفهم الأمريكي لإبقاء كوريا حرة. كما رأت كوريا الجنوبية في اليابان مثالًا يُحتذى لتحقيقها انتعاشها الاقتصادي خلال الحرب الكورية المدمرة، ورأت في فيتنام نفس الفرصة للتنمية. على الرغم من اعتبار بعض الجنود أنفسهم يوفون دين التضحيات التي قدمها الأمريكيون خلال الحرب الكورية، فقد اعتبر الكثيرون منهم الحرب فرصة لتحسين أوضاعهم مقابل الأجر القتالي، وانخرطوا في الجيش لدعم أسرهم، إذ كانت كوريا الجنوبية ما تزال غارقة في مستنقع الفقر. كان متوسط الراتب للخدمة العسكرية في فيتنام هو 37.50 دولارًا شهريًا، وهو ما كان أعلى من الأجر الأساسي في كوريا الجنوبية والبالغ 1.60 دولارًا أمريكيًا شهريًا، رغم أن حكومة كوريا الجنوبية قد اقتطعت الجزء الأكبر منه.

## الدور
وصلت أولى الوحدات العسكرية الكورية في فبراير 1965، في لواء عُرف باسم دوف فورس. كان من بين هؤلاء المهندسون، والوحدة الطبية، والشرطة العسكرية، وسفينة إنزال دبابات، وموظفو اتصال، وآخرون من طواقم الدعم. انتشرت دوف فورس في منطقة بين هوا بجنوب فيتنام، وساعدت في بناء المدارس، والطرق، والجسور. يُذكر أن الفرق الطبية عالجت أكثر من 30 ألف مدني من فيتنام الجنوبية. وأفادت تقارير أن العمليات المدنية في بدايات عمل الحملة في الجزء الجنوبي قد أحرزت بعض النجاح.:122–4 بالإضافة إلى القوات المقاتلة والعناصر غير القتالية، فقد أرسلت كوريا الجنوبية حوالي 100،000 عامل مدني إلى فيتنام الجنوبية، للاضطلاع بالمهام الفنية والمدنية.
في العام 1966، نُشرت القوات القتالية الكورية في وادي توي هوا وتولت العمليات الأمنية هناك، حيث لاقت القدرة التشغيلية لجمهورية كوريا بعض التقييمات الإيجابية. ثمة مزاعم أن تلك القوات تسببت في وقوع ضحايا تتراوح أرقامهم بين الـ1 و24 خلال إحدى عملياتهم في العام 1966. وتشير تقارير أخرى إلى أن العمليات في وادي توي هوا لم تكن سوى سلسلة من المذابح والفظائع المرتكبة بحق المدنيين، إذ وردت تقارير تفيد بتنفيذ القوات الكورية تهجيرًا منهجيًا واسع النطاق للسكان في المنطقة، في حين زعمت أن المدنيين الذين قتلوا، والذين كانوا بغالبهم من النساء والأطفال، كانوا من «مقاتلي العدو». وبحسب ما ورد فقد تسببت السيطرة الكورية إلى انخفاض كبير في العلاقات مع الحكومة، وأخذ القرويون المحايدون سابقًا يلتحقون في في صفوف الفييت كونغ كردة فعل على جرائم الحرب والفظائع المرتكبة. بدءًا من العام 1966، أشارت تقارير أن القوات الكورية شرعت في تفريغ السكان من مناطق شملت مقاطعات سون تنه، وبن سون، وتنه هوا في محافظة كوانغ ناي انتقامًا لعدة كمائن ناجحة نصبها لهم مقاتلو الفييت كونغ وجيش الشعب الفيتنامي. خلال الحرب انخفض عدد السكان في القطاعات التي سيطرت عليها كوريا الجنوبية، نتيجة لنزوح المدنيين منها بأعداد كبيرة، وتزايدت سيطرة الفييت كونغ مع انضمام العديد من المدنيين إلى صفوفهم.
مع بداية هجوم التيت، نُقلت القوات الكورية الجنوبية إلى منطقة دا نانغ ومقاطعة كوانج نام. استُقبلت أوامر نقل القوات الكورية الجنوبية بصورة سلبية، لأن القائد الفيتنامي الجنوبي للفيلق الأول «يكرههم بشدة... فهو وإن كان يبشّ في وجوههم لكونه مهذبًا، إلا أنه يفضل عودتهم إلى بلادهم أو نقلهم إلى أي منطقة عسكرية أخرى». من جهته تبنى الجنرال روبرت إي كوشمان جونيور، الذي قاد القوات الأمريكية في القوة الجوية الأولى، تبنى موقفًا سلبيًا تمامًا بخصوص الكوريين، وذكر أنهم نادرًا ما اشتركوا في القتال، ولأنه «لم يكن له أية سلطة على الكوريين مطلقًا، ولم يفعلوا أي شيء مهما صغُر ما لم يكونوا في مزاج للقيام به». أدى نقل قوات جمهورية كوريا من قطاع غير آهلٍ بالسكان نسبيًا إلى قطاع مكتظ بالسكان إلى تقويض جهود التهدئة المستمرة، وتسبب في تدهور العلاقات مع السكان المحليين، ولا سيما التأثير على برامج العمل المشترك من خلال النهب والسلب، ومن الأمثلة الأبرز على ذلك تُذكر مجزرة قريتي فونج نهي وفونج نهات.